# I. Izabella jeruzsálemi királynő
I. Izabella (1171 vagy 1172 – 1205), franciául: Isabelle I d'Anjou, olaszul: Isabella I d'Angiò, görögül: Ισαβέλλα των Ιεροσολύμων, jeruzsálemi királyi hercegnő, jeruzsálemi királynő, ciprusi királyné, montferrati őrgrófné, champagne-i grófné, toroni úrnő. A második Anjou-ház tagja. II. Henrik angol király elsőfokú unokatestvére, akinek a fia, I. (Oroszlánszívű) Richárd a harmadik keresztes hadjárat során ültette trónra unokahúgát, Izabellát 1192-ben.
Féltestvére, IV. Balduin jeruzsálemi király hozzáadta IV. Toroni Henfridhez. A házasságkötésre Kerak várában került sor 1183 őszén, éppen amikor Szaladin ostrom alá vette az erődöt.
Balduin, aki leprában szenvedett, társkirállyá koronázta gyermekkorú unokaöccsét, V. Balduint, hogy nővérének, Szibillának férje, Lusignan Guidó ne léphessen trónra. Kívánságára a Jeruzsálemi Legfőbb Bíróság elrendelte, hogy V. Balduin halála esetén a pápa, a német-római császár, valamint Anglia és Franciaország királya döntsön Szibilla és Izabella között, ám 1185-ben a jeruzsálemi patriarcha az országbárók egy csoportjának támogatásával Szibillát és Guidót kente fel. Guidó ellenlábasai ugyan megpróbálták ellenkirálynővé választani Izabellát, de férje, Henfrid hűséget esküdött a királyi párnak. Utóbb Izabella három másik férjjel, 13 éven át viselhette Jeruzsálem királynőjének titulusát.

## Ifjúkora

### Gyermekkora
Apja Amalrik jeruzsálemi király, édesanyja Komnéna Mária bizánci császári hercegnő, akik 1167. augusztus 29-én házasodtak össze. Izabella 1171 novembere és 1172 szeptembere között születhetett. Az Amalrik és Courtenay Ágnes korábbi házasságából született Szibilla jeruzsálemi királynő és IV. Balduin jeruzsálemi király féltestvére.
Amalrik 1174. július 11-én váratlanul meghalt. Két héttel később királlyá koronázták első házasságából született fiát, Balduint. Nemsokára azonban kiderült, hogy az ifjú király lepromatózus leprában szenved. A trónöröklés biztosítása érdekében nővérét, Szibillát 1176 novemberében hozzáadták Montferrati Vilmos észak-itáliai nemesúrhoz, ám Vilmos hét hónappal ezután elhunyt. 1177 augusztusában a Szentföldre érkezett Balduin unokatestvére, I. Fülöp flamand gróf, hogy új férjet ajánljon Szibillának egyik hűbérese, Béthune-i Róbert személyében, ugyanakkor azt javasolta, hogy Izabellát pedig adják feleségül Róbert öccséhez, Vilmoshoz. A Jeruzsálemi Legfelsőbb Bíróság mindkét javaslatot elutasította.
Izabella anyja, Mária 1177 őszén hozzáment Ibelin Balianhoz. Balian bátyja, Balduin Szibillát szerette volna feleségül venni, de a király és anyja, Courtenay Ágnes egy másik jelöltet támogatott: Lusignan Guidót, egy jelentéktelen poitou-i nemesifjút. Az 1180. húsvéti esküvő után az országbárók két csoportra szakadtak: az egyik támogatta, a másik ellenezte Guidót. Az első csoportba tartozott Courtenay Ágnes, bátyja, Joscelin, valamint Châtillon Rajnald, Oultrejourdain ura, a másikba Izabella anyja és mostohaapja, továbbá Tripoliszi Rajmund. A király, hogy Guidó pozícióját megerősítse, Izabellát 1180 októberében eljegyezte IV. Toroni Henfriddel, Rajnald mostohafiával. A nyolcéves kislányt Kerak várába küldték, Henfrid anyjának, Millyi Stefániának a keze alá, és Stefánia egészen az évekkel későbbi esküvőig nem engedte, hogy Izabella meglátogathassa szüleit Nábluszban.
IV. Balduin és Lusignan Guidó kapcsolata egyre rosszabb lett. 1183-ban Balduin elmozdította Guidót a régensségből (1182-ben nevezte ki, amikor a betegsége már nagyon elhatalmasodott rajta), kitagadta a trónöröklésből, és november 20-án Guidó mostohafiát (Szibilla és Montferrati Vilmos gyermekét), V. Balduint tette meg utódává és társuralkodójává. Ernoul krónikája utal rá: azt is meg akarta akadályozni ezzel, hogy nővérének és húgának, Szibillának és Izabellának a párthívei összemarakodjanak az utódlás miatt. Guidó két fő támogatója, Châtillon és Courtenay Joscelin nem volt jelen a jeruzsálemi koronázáson, mert Izabella és Henfrid esküvőjén vettek éppen részt Kerakban.

### Első házassága
Szaladin szultán éppen az esküvő idején vette ostrom alá Kerakot. Az Ernoul-krónika szerint Millyi Stefánia kóstolót küldött a szultánnak, aki cserébe megígérte, hogy nem fogja lövetni és aláaknázni az erődnek azt a tornyát, amelyben az ifjú pár a nászéjszakát tölti. IV. Balduin összegyűjtötte a jeruzsálemi hadsereget, és Kerak felmentésére indult, pedig már lovagolni sem tudott. Szaladin felhagyott az ostrommal, és 1183. december 3-án vagy 4-én, anélkül, hogy harcba bocsátkozott volna, visszavonta seregét Kerak alól.
A haldokló IV. Balduin 1185 áprilisában Tripoliszi Rajmundot nevezte ki régenssé V. Balduin mellé. Rajmund kérésére úgy rendelkezett, hogy amennyiben V. Balduin nagykorúságának elérése előtt meghalna, a pápa, a német-római császár, valamint Franciaország és Anglia királya döntse el, Szibilla vagy Izabella örökölje-e a trónt. IV. Balduin 1185. március 16-án elhunyt. Másfél évvel később, 1186 szeptemberében V. Balduin is követte a sírba.
Szibilla nagybátyja, Courtenay Joscelin rábírta Tripoliszi Rajmundot és szövetségeseit, hogy hagyják el a fővárost, Szibilla támogatóit, köztük Châtillon Rajnaldot pedig Jeruzsálembe hívatta. Figyelmen kívül hagyva IV. Balduinnak a Legfelsőbb Bíróság szentesítette határozatát, az összegyűlt országbárók és püspökök Szibillát választották fia utódjává. Szibilla ellenlábasai, köztük Rajmund és az Ibelin fivérek Nábluszban ültek össze. Úgy érveltek, Szibilla trónigénye nem legitim, mert a szülei házasságát annak idején felbontották, míg Izabella nemcsak törvényes házasságból, hanem már megkoronázott apától származott (Szibilla születésekor Amalrik még csak jaffai és askaloni gróf volt). Küldöncöket menesztettek a fővárosba, hogy tiltakozzanak az eljárás ellen, de Heraclius jeruzsálemi patriarcha szeptember közepén megkoronázta Szibillát, és férjét, Guidót is felkente.

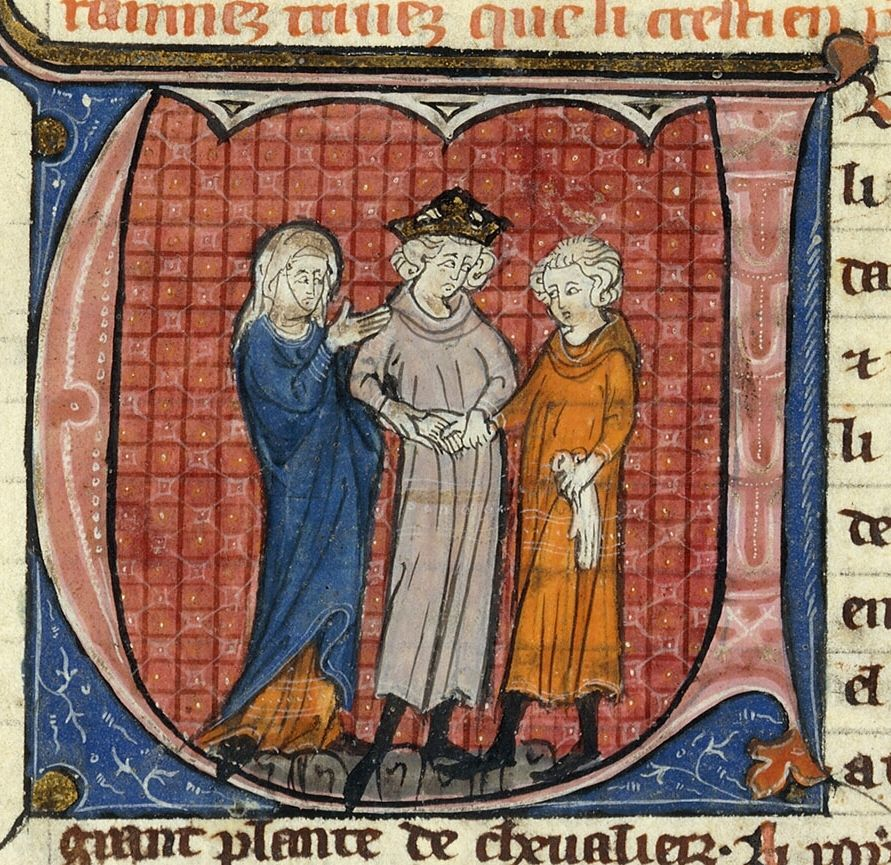
Izabella és Henfrid házasságkötése

Tripoliszi Rajmund javaslatára a Nábluszban összegyűlt nemesek úgy döntöttek, Izabellát és Henfridet kiáltják ki királynővé és királlyá. Henfrid azonban (akinek az anyja és mostohaapja Szibillát támogatta) Jeruzsálembe szökött, és hűséget esküdött Szibillának és Guidónak. Hamarosan a többi báró is követte a példáját, és behódolt a királyi párnak. Tripoliszi Rajmund és Ibelin Balduin volt a két kivétel: mindketten elhagyták a királyságot.
1187. július 4-én Szaladin megsemmisítő vereséget mért a jeruzsálemi hadseregre a hattíni csatában. Más főurakkal együtt Henfrid is fogságba esett. Szaladin csapatai egymás után foglalták el a királyság városait és erődjeit: Akkót július 9-én, Bejrútot augusztus 6-án, Jeruzsálemet pedig október 2-án. Türosz hosszú hónapokon át kitartott Montferrati Konrád irányításával, aki néhány héttel a csata után érkezett a Szentföldre.
Konrád (Szibilla első férjének, Vilmosnak az öccse) Türosz urának tekintette magát, és 1189 nyarán megtagadta a fogságból nemrégen szabadult Guidó királytól a városba való belépést. Guidó ezután ostrom alá vette Akkót, de Avesnes-i Jakab, III. Lajos türingiai tartománygróf és más keresztes parancsnokok, akik a Szentföldre érkeztek, szintén kétségbe vonták vezetői rátermettségét. Ráadásul 1190 őszén az Akkót ostromlók táborában meghalt Szibilla és két kislánya is. Guidó ellenségei kijelentették, hogy csak a felesége jogán volt király, mostantól tehát Szibilla féltestvérét, Izabellát illeti a korona. Guidó azonban nem volt hajlandó lemondani. A helyzetet kihasználva Montferrati Konrád úgy döntött, feleségül veszi Izabellát.
Izabella mostohaapja, Ibelin Balian támogatta Konrád tervét. Izabella ellenállt, de az anyja nyomást gyakorolt rá. Komnéna Mária esküvel tanúsította, hogy IV. Balduin erőszakkal kényszerítette hozzá a lányát Toroni Henfridhez, akinek férfiatlansága közismert volt. Ubaldo Lanfranchi pápai legátus, Pisa érseke, valamint Dreux-i Fülöp, Beauvais püspöke annullálta a házasságot. A szintén ott tartózkodó canterburyi érsek, Forde-i Balduin megtiltotta Konrádnak, hogy feleségül vegye Izabellát, leszögezve, hogy mind Izabella, mind Konrád házasságtörést követne el egy ilyen aktussal. A canterburyi érsek azonban nem sokkal később, 1190. november 19-én meghalt.

### Második házassága
Konrád 1190. november 24-én vette feleségül Izabellát. Izabella visszaadományozta Henfridnek Toron uradalmát, amelyet IV. Balduin 1180-ban a koronabirtokokhoz csatolt. A dolognak persze csak elvi vagy érzelmi jelentősége volt, hiszen Toront a királyság területének nagy részével együtt Szaladin 1187-ben elfoglalta. Lusignan Guidó nem volt hajlandó lemondani, ezért Konrád és Izabella Türoszba utazott. II. Fülöp Ágost francia király 1191. április 20-án Akkóhoz érkezett, és elismerte Konrád trónigényét. Guidó és Konrád többi ellenlábasa (köztük Henfrid és III. Bohemund antiochiai fejedelem) a hamarosan szintén megérkező Oroszlánszívű Richárdhoz folyamodott támogatásért, aki melléjük is állt. Guidó májusban felvette a „megválasztott király” címet.
Guidó és a harmadik keresztes hadjárat erői 1191. július 11-én bevették Akkót. Richárd és Fülöp július 28-án megegyezett: Guidó haláláig megtarthatja királyi címét, Konrád azonban Türosz, Bejrút és Szidón ura lesz; Guidó halála után a királyság Konrád és Izabella vagy utódjuk kezére kerül. Három nappal később Fülöp hazaindult, és Richárd lett a keresztes hadak főparancsnoka. A bennszülött bárók többsége nem kedvelte Guidót, s mielőtt 1192 áprilisában Richárd is otthagyta volna a Szentföldet, arra kérték, változtassa meg a trónnal kapcsolatos korábbi döntést.

## Uralkodása

### Megválasztása
Richárd 1192. április 16-án tanácsot hívott össze. A főpapok és országbárók egyhangúlag Konrádra szavaztak. Richárd elfogadta a döntést, és kárpótlásul (plusz százezer bizánci arany fejében) Guidónak adományozta Ciprust. Konrádnak unokaöccsével, II. Henrik champagne-i gróffal küldte meg a bárók határozatának hírét. Henrik négy nappal később érkezett Türoszba. Arról is döntés született, hogy Konrádot és Izabellát Akkóban koronázzák meg. Izabella, a jeruzsálemi uralkodók utolsó vérségi leszármazottja az első lett azok közül, akik a királyság székvárosában, Jeruzsálemben már nem uralkodhattak.
Izabella szeretett elidőzni a fürdőben, és különösen így volt ez április 28-án este. Konrád megéhezett, és úgy döntött, Dreux-i Fülöpnél fog vacsorázni, de mire odaért, a püspök már befejezte az étkezést. Konrád hazaindult, ám egy sikátorban két férfi megtámadta, és ledöfte. A legtöbb forrás szerint Rasíd ad-Dín Szinán, az aszaszinok feje ölette meg. Toroni Henfridet is gyanúba fogták, de a történészek nagy része elveti ezt a teóriát. Utolsó perceiben Konrád megparancsolta Izabellának, hogy csakis Oroszlánszívű Richárdnak vagy Jeruzsálem új királyának adja át Türoszt. Amikor III. Hugó burgundi herceg, Fülöp Ágost szentföldi megbízottja felszólította Izabellát, hogy adja át a várost, Izabella bezárkózott az erődbe, és nem volt hajlandó kinyitni a kapukat.

### Harmadik házassága
Konrád haláláról értesülve Champagne-i Henrik, aki közben visszatért Akkóba, ismét Türoszba sietett. Mivel mind Oroszlánszívű Richárdnak, mint Fülöp Ágostnak az unokaöccse volt, a bárók és Türosz polgárai kikiáltották királynak. Ehhez persze feleségül kellett vennie Izabellát, amitől Ernoul szerint eleinte vonakodott, Izabella ugyanis teherbe esett Konrádtól, és elképzelhető volt, hogy fiút fog szülni. Ernoul azt állítja, a bárók és a polgárok megígérték neki, hogy az ő gyermekei örökölhetik a trónt, ha elfogadja a koronát. Henrik és Izabella eljegyzését végül két nappal Konrád halála után jelentették be. A házasságkötésre 1192. május 5-én került sor Akkóban.
Izabella és Konrád gyermeke, Mária 1192 nyarán született meg. Henriknek és Izabellának három leánygyermeke született, Margit, Aliz és Filippa. Apjuk 1197. szeptember 10-én tragikus baleset áldozata lett: kizuhant palotájuk emeleti ablakából, és szörnyethalt.

### Negyedik házassága
Henrik halála után Izabellának mint királynőnek negyedszer is férjhez kellett mennie. A választás Lusignan Imrére esett, aki éppen 1197 őszén lett Ciprus királya, s előtte nem sokkal halt meg első felesége, Ibelin Baliannak, Izabella mostohaapjának unokahúga, Eschiva. Két lányuk (Szibilla és Melisenda) és egy fiuk (Amalrik) született. Imre 1205. április 1-jén halt meg ételmérgezésben. Nem sokkal később Izabella is meghalt, és leánya, Montferrati Mária követte Jeruzsálem trónján.
Izabella és Henfrid elválasztásának törvényességét s így a másik három házasság érvényességét utóbb több ízben kétségbe vonták, III. Ince pápa vizsgálatot is elrendelt, de mivel komoly hatalmi (jeruzsálemi trónigények) és anyagi érdekek (Champagne grófságának öröklése) fűződtek a status quo fenntartásához, végül semmilyen intézkedés nem történt.

## Gyermekei és leszármazottai
- 1. férjétől, IV. Henfridtől, Toron urától, Toroni Izabella örmény fejedelemné fivérétől elvált, nem születtek gyermekeik
- 2. férjétől, I. Konrád (1146 körül – 1192), Montferrat őrgrófjától, iure uxoris jeruzsálemi királytól, 1 leány:
  - Mária (1192–1212), idősebb, montferrati őrgrófnő, I. Mária néven jeruzsálemi királynő, férje I. (Brienne-i) János (1167–1237) iure uxoris jeruzsálemi király, 1 leány:
    - II. (Brienne-i) Izabella (1212–1228), II. Izabella néven jeruzsálemi királynő, férje II. (Hohenstaufen) Frigyes (1194–1250) német-római császár, német, szicíliai és jeruzsálemi király, 2 gyermek, köztük:
      - II. (Hohenstaufen) Konrád (1228–1254) jeruzsálemi király, IV. Konrád néven német király, I. Konrád néven szicíliai király, felesége Wittelsbach Erzsébet (1227/29–1273) bajor hercegnő, 1 fiú a házasságából és 1 fiú az ágyasától, az előbbi:
        - III. (Hohenstaufen) Konrád (Konradin) (1252–1268) jeruzsálemi király
- 3. férjétől, I. (Champagne-i) Henrik (1166–1197) iure uxoris jeruzsálemi királytól, II. Henrik néven Champagne grófjától, 3 leány: 
  - Mária (1193 körül–1211), ifjabb, jeruzsálemi királyi hercegnő, champagne-i grófnő
  - Aliz (1195/96–1247) jeruzsálemi királyi hercegnő, champagne-i grófnő, a Jeruzsálemi Királyság régense, 1. férje a mostohatestvére a szüleik házassága révén, I. (Lusignan) Hugó (1193/94–1218) ciprusi király, 3 gyermek, 2. férje Dampierre-i Vilmos, nem születtek gyermekei, 3. férje V. Bohemund (1200 körül–1251/52) antiochiai fejedelem, elváltak, nem születtek gyermekei, 4. férje Raoul de Soissons, nem születtek gyermekei, 3 gyermek az 1. házasságából, többek között:
    - (1. házasságából): I. (Lusignan) Henrik (1217–1253), I. Henrik néven ciprusi király és a Jeruzsálemi Királyság régense, 1. felesége Aliz (1214/20–1233) montferrati őrgrófnő, I. (Montferrati) Mária jeruzsálemi királynő unokahúga, nem születtek gyermekei, 2. felesége Szaven-Pahlavuni Stefánia (1217–1249) barbaroni úrnő, I. Hetum örmény király nővére, nem születtek gyermekei, 3. felesége Poitiers-i Plaisance (1237/38–1261) antiochiai hercegnő, 1 fiú

  - Filippa (1195/97 – 1256 után) jeruzsálemi királyi hercegnő, champagne-i grófnő, férje II. (Brienne-i) Erhard (–1250), Ramerupt és Vénizy ura, 9 gyermek
- 4. férjétől, Lusignan Imre (1145–1205) iure uxoris jeruzsálemi királytól, saját jogán ciprusi királytól, 3 gyermek:
  - Szibilla (1198–1225 után) jeruzsálemi és ciprusi királyi hercegnő, férje I. Leó (1150–1219) örmény király, 1 leány:
    - Zabel (1212/13–1252), 1219-től apja örököseként I. Izabella néven Örményország királynője, 1. férje Poitiers Fülöp (1203–1225) antiochiai herceg, iure uxoris örmény király, IV. Bohemund antiochiai fejedelem harmadszülött fia, nem születtek gyermekei, 2. férje I. Hetum (1215–1270) iure uxoris örmény király, 8 gyermek

  - Melisenda (1200 előtt/01 – 1249 után) jeruzsálemi és ciprusi királyi hercegnő, férje IV. Bohemund (1171–1233) antiochiai fejedelem, 3 leány, többek között:
    - Poitiers-i Mária (1220/25–1307) antiochiai hercegnő, a Jeruzsálemi Királyság trónkövetelője, jogait eladta I. Károly szicíliai királynak, akinek az utódai, a nápolyi Anjouk a Jeruzsálem királya címet is viselték, nem ment férjhez, gyermekei nem születtek

  - Amalrik (1200 körül – 1205. február 2.) jeruzsálemi és ciprusi királyi herceg és jeruzsálemi trónörökös

## Emlékezete
Izabelláról kevés modern irodalmi mű szól. Graham Shelby két keresztesregényében, a Sötét lovagokban (1969) és a Hiú királyokban (1970) idealizálja az alakját és házasságát Henfriddel, Konrádot gonosztevőnek állítja be, és azt sejteti, hogy Izabellának része lehetett a meggyilkoltatásában. Ez utóbbira semmilyen bizonyíték nincs. Alan Gordon The Widow of Jerusalem című történelmi krimijének Izabella a címszereplője, itt Konrád jóval rokonszenvesebb ábrázolást kap. Sharon Kay Penman The Land Beyond the Sea című regényében Izabella gyermekként is, fiatal nőként is vonzó figura. Érdekesség, hogy mind Shelby, mind Penman pozitív hősökként használja fel a szülőket, Baliant és Máriát, de azt, ahogyan az ifjú házasokkal bántak, különbözőképpen magyarázzák: Shelby egyenesen arra futtatja ki a történetet, hogy Balian és Mária akarata ellenére rabolták el Izabellát Henfrid mellől gonosz főurak, Penman pedig Henfrid erélytelenségének, férfiatlanságának eltúlzásával menti fel a szülőket viselkedésükért.

## Fordítás
- Ez a szócikk részben vagy egészben  az   Isabella I of Jerusalem című angol Wikipédia-szócikk ezen változatának fordításán alapul.  Az eredeti cikk szerkesztőit annak laptörténete sorolja fel. Ez a jelzés csupán a megfogalmazás eredetét és a szerzői jogokat jelzi, nem szolgál a cikkben szereplő információk forrásmegjelöléseként.